# Luj XVII.
Luj XVII. (Versailles, 27. ožujka 1785. – Pariz, 8. lipnja 1795.) bio je sin Luja XVI. i Marije Antoanete koji nikad nije stupio na francusko prijestolje. Kada je njegov otac pogubljen na giljotini 1793. postao je prvi pretendent na francusko prijestolje (princ Francuske). U kolovozu 1792. prebačen je u zatvorsku tvrđavu Temple. Tu je dodijeljen kao pomoćnik obućaru i pijanici Antoanu Simonu. Umro je u tamnici u lipnju 1795. Liječnik je na obdukciji utvrdio da je tijelo dječaka bilo izuzetno neuhranjeno i puno ožiljaka.
| Prethodnik: | Pretendent na prijestolje Francuske | Nasljednik: |
| Luj XVI.    | Pretendent na prijestolje Francuske | Luj XVIII.  |